# Circuit de Lorraine 2010
Il Circuit de Lorraine 2010, cinquantesima edizione della corsa, si svolse dal 19 al 23 maggio su un percorso di 825 km ripartiti in 5 tappe, con partenza a Thionville e arrivo a Hayange. Fu vinto dall'italiano Fabio Felline della Footon-Servetto davanti al francese Pierre Rolland e all'italiano Matteo Carrara.

## Tappe
| Tappa  | Data      | Percorso                        | km  | Vincitore di tappa | Leader cl. generale |
| ------ | --------- | ------------------------------- | --- | ------------------ | ------------------- |
| 1ª     | 19 maggio | Thionville > Jarny              | 162 | Yauheni Hutarovich | Yauheni Hutarovich  |
| 2ª     | 20 maggio | Pagny-sur-Moselle > Chantraine  | 170 | Fabio Felline      | Fabio Felline       |
| 3ª     | 21 maggio | Raon-l'Étape > Saint-Avold      | 159 | Fabio Felline      | Fabio Felline       |
| 4ª     | 22 maggio | Maizières-lès-Metz > Belleville | 176 | Pierre Rolland     | Fabio Felline       |
| 5ª     | 23 maggio | Metz > Hayange                  | 158 | Anthony Roux       | Fabio Felline       |
| Totale | Totale    | Totale                          | 825 |                    |                     |

## Dettagli delle tappe

### 1ª tappa
- 19 maggio: Thionville > Jarny – 162 km

| Pos. | Corridore          | Squadra      | Tempo    |
| ---- | ------------------ | ------------ | -------- |
| 1    | Yauheni Hutarovich | FDJ          | 3h43'07" |
| 2    | Luca Paolini       | Acqua & Sap. | s.t.     |
| 3    | Manuel Cardoso     | Footon       | s.t.     |

| Pos. | Corridore          | Squadra      | Tempo    |
| ---- | ------------------ | ------------ | -------- |
| 1    | Yauheni Hutarovich | FDJ          | 3h43'07" |
| 2    | Luca Paolini       | Acqua & Sap. | s.t.     |
| 3    | Manuel Cardoso     | Footon       | s.t.     |

### 2ª tappa
- 20 maggio: Pagny-sur-Moselle > Chantraine – 170 km

| Pos. | Corridore      | Squadra         | Tempo    |
| ---- | -------------- | --------------- | -------- |
| 1    | Fabio Felline  | Footon          | 3h58'07" |
| 2    | Matteo Carrara | Vacansoleil     | s.t.     |
| 3    | Bert De Waele  | Landbouwkrediet | a 3"     |

| Pos. | Corridore      | Squadra         | Tempo    |
| ---- | -------------- | --------------- | -------- |
| 1    | Fabio Felline  | Footon          | 7h41'04" |
| 2    | Matteo Carrara | Vacansoleil     | a 4"     |
| 3    | Bert De Waele  | Landbouwkrediet | a 9"     |

### 3ª tappa
- 21 maggio: Raon-l'Étape > Saint-Avold – 159 km

| Pos. | Corridore          | Squadra           | Tempo    |
| ---- | ------------------ | ----------------- | -------- |
| 1    | Fabio Felline      | Footon            | 3h42'33" |
| 2    | Daniele Colli      | Ceramica Flaminia | s.t.     |
| 3    | Yauheni Hutarovich | FDJ               | s.t.     |

| Pos. | Corridore      | Squadra     | Tempo     |
| ---- | -------------- | ----------- | --------- |
| 1    | Fabio Felline  | Footon      | 11h23'27" |
| 2    | Matteo Carrara | Vacansoleil | a 14"     |
| 3    | Manuel Cardoso | Footon      | a 19"     |

### 4ª tappa
- 22 maggio: Maizières-lès-Metz > Belleville – 176 km

| Pos. | Corridore      | Squadra           | Tempo    |
| ---- | -------------- | ----------------- | -------- |
| 1    | Pierre Rolland | Bouygues          | 3h58'57" |
| 2    | Anthony Roux   | FDJ               | a 14"    |
| 3    | Daniele Colli  | Ceramica Flaminia | s.t.     |

| Pos. | Corridore      | Squadra     | Tempo     |
| ---- | -------------- | ----------- | --------- |
| 1    | Fabio Felline  | Footon      | 15h22'38" |
| 2    | Pierre Rolland | Bouygues    | a 2"      |
| 3    | Matteo Carrara | Vacansoleil | a 14"     |

### 5ª tappa
- 23 maggio: Metz > Hayange – 158 km

| Pos. | Corridore     | Squadra | Tempo    |
| ---- | ------------- | ------- | -------- |
| 1    | Anthony Roux  | FDJ     | 3h29'59" |
| 2    | Fabio Felline | Footon  | s.t.     |
| 3    | Lloyd Mondory | AG2R    | s.t.     |

| Pos. | Corridore      | Squadra     | Tempo     |
| ---- | -------------- | ----------- | --------- |
| 1    | Fabio Felline  | Footon      | 18h52'31" |
| 2    | Pierre Rolland | Bouygues    | a 8"      |
| 3    | Matteo Carrara | Vacansoleil | a 20"     |

## Classifiche finali

### Classifica generale
| Pos. | Corridore               | Squadra                      | Tempo     |
| ---- | ----------------------- | ---------------------------- | --------- |
| 1    | Fabio Felline           | Footon-Servetto              | 18h52'31" |
| 2    | Pierre Rolland          | Bouygues Télécom             | a 8"      |
| 3    | Matteo Carrara          | Vacansoleil Pro Cycling Team | a 20"     |
| 4    | Bert De Waele           | Landbouwkrediet              | a 26"     |
| 5    | Sergey Lagutin          | Vacansoleil Pro Cycling Team | a 27"     |
| 6    | Simon Geschke           | Skil-Shimano                 | s.t.      |
| 7    | Eduardo Gonzalo Ramirez | Bretagne-Schuller            | a 29"     |
| 8    | Freddy Bichot           | Bouygues Télécom             | s.t.      |
| 9    | Maxime Bouet            | Ag2r-La Mondiale             | s.t.      |
| 10   | Daniele Colli           | Ceramica Flaminia            | s.t.      |